# سونيت 20
السونيت العشرون هي واحدة من أشهر السونيتات الـ 154 التي كتبها الكاتب والشاعر الإنجليزي وليم شكسبير. تُعتبر جزءاً من سلسلة الشاب الوسيم (التي تضم السونيتات من 1 إلى 126). تُفسر هذه السونيت عموماً على أنها تعبير من شكسبير عن إعجابه أو حبه لرجل؛ الأمر الذي يثير تساؤلات حول جنسانيته. في هذه السونيت (كما هو الحال في سونيت 53) يُشبّه الجمال الذي يتمتع به المحبوب بجمال كلٍ من الرجل والمرأة.

## التركيب
تُعد السونيت 20 نموذجاً للسونيتات الإنجليزية الشكسبيرية، حيث تحتوي على ثلاثة رباعيات شعرية وبيتين في النهاية، بإجمالي 14 سطرًا. وتتبع نمط القافية لهذه السونيتت: ABAB CDCD EFEF GG. تستخدم البحر الخماسي اليامبي، وهو نوع من الإيقاع الشعري يعتمد على خمس أزواج من المواقع الضعيفة / القوية مقطعياً. «هذه السونيت فقط حول الجنس تحتوي على قوافٍ أنثوية طوالها».

السطر الأول يمثل بحراً خماسياً يَمبياً منتظماً مع مقطع إضافي غير مقطعي في النهاية أو كما يُقال نهاية أنثوية:
```
 ×  / ×     /    ×    / ×     /    ×    /  (×) A woman's face with nature's own hand painted, (20.1)
```

/ = ictus، موقع مقطعي قوي. × = nonictus. (×) = مقطع إضافي غير مقطعي.

## السياق
عادةً ما تُعتبر السونيت 20 ضمن مجموعة «الشاب الوسيم» من السونيتات، والتي يتفق معظم العلماء على أن الشاعر يخاطب فيها شابًا. يسهم هذا التفسير في الافتراض الشائع بخصوص الحياة الجنسية لشكسبير، أو على الأقل المتحدث في سونيتته. يؤثر موضع السونيت 20 أيضًا في تحليلاتها ودراساتها. ويليام نيلز، من جامعة ماساتشوستس–دارتموث، يقول أن:
سونيت رقم 20 تقسم القراء إلى مجموعتين: الأولى ترى أن السونيتات لا تتبع تسلسلاً واضحاً بعد هذا النقطة، بينما تستمر المجموعة الثانية في القراءة وتجد في بقية السونيتات خطاً سردياً مترابطاً يشكل نمطاً ذا معنى.
يوضح هذا المقطع كيف أن العلماء لديهم أفكار مختلفة حول كيفية تجميع أو تنظيم السونيتات التي كتبها شكسبير. يعتقد البعض أنه يمكن تقسيم السوناتات إلى مجموعات، مثل تلك المكتوبة لـ«شاب». يعتقد البعض الآخر أنها قد تتضمن نوعًا من السرد المعقد طوال المجموعة، ومع ذلك، يزعم بول إدموندسون وستانلي ولز أنه من الأفضل «يجب اعتبارها مجموعة أكثر منها تسلسل، حيث... يشيرون إلى أنه في حين يبدو أن السوناتات الـ126 الأولى تدور حول شاب، إلا أن بعضها قد يكون عن رجل أو امرأة» مما يجعل الأمر أقل وضوحًا.

## الجنسانية
قد يتساءل القارئ المعاصر عند قراءته للسونيت رقم 20 عمّا إذا كانت ميول شكسبير الجنسية تنعكس في هذه القصيدة. وعند التمعن في التلميحات الجنسية فيها، من المهم مراعاة مفهوم النزعة المثلية في عصر كتابة شكسبير. يوضح كيسي تشارلز أن الهوية المثليّة كما نعرفها اليوم لم تكن موجودة آنذاك؛ فقد كانت هناك كلمات تشير إلى سلوك يعتبر اليوم مثليًّا، لكن فكرة «ثقافة المثليين» أو «هوية المثلي» لم تكن موجودة. ويضيف تشارلز أن القوانين الحديثة آنذاك ضد اللواط كانت نادرًا ما تُنتهك، مما يعني إما أن الناس لم يكونوا يمارسون السلوك المثلي أو أن هذه الأفعال كانت أكثر قبولًا اجتماعيًّا مما يتصور القارئ المعاصر. إن إدراك شكسبير لاحتمالية التلميحات المثلية في السونيتة 20 لا يوضح بالضرورة إن كان هو نفسه قد مارس هذا السلوك.
أحد أشهر الروايات التي تثير قضية المثلية في هذه السونيتة هي قصة أوسكار وايلد القصيرة «بورتريه السيد دبليو إتش»، حيث يصف وايلد، أو بالأحرى راوي القصة، التلاعبات اللفظية بكلمتي "will" و"hues" في السونيتات، وخاصةً في السطر من السونيتة 20 "A man in hue all hues in his controlling"، كإشارة إلى ممثل شاب فاتن يُدعى ويلي هيوز، كان يؤدي أدوارًا نسائية في مسرحيات شكسبير. إلا أنه لا توجد أي أدلة على وجود شخص كهذا.

## التحليل
بينما توجد العديد من الأدلة التي تشير إلى أن الراوي مثلي الجنس، هناك أيضًا عدد لا يُحصى من الأكاديميين[من؟] الذين جادلوا ضد هذه النظرية. يمكن استخدام كلا الاتجاهين لتحليل السونيتة.
يعتبر فيليب سي كولين، من جامعة جنوب المسيسيبي، أن بعض السطور في المقطعين الأولين من السونيتة 20 كُتبت من قبل شخصية مثلية. إحدى التفسيرات الشائعة للسطر الثاني هي أن المتحدث يرى أن «أن الشاب يمتلك جمالاً يشبه جمال المرأة، لكن شكله شكل رجل... يصف شكسبير الشاب بصفات أنثوية، لكنه ينزع عنه أي صفات سلبية تُنسب إلى النساء، مثل خيانتهن». بعبارة أخرى، يمتلك الشاب جميع الصفات الإيجابية للمرأة، دون الصفات السلبية. يبدو أن شكسبير يعتقد أن الشاب جميل مثل أي امرأة، ولكنه أكثر إخلاصاً وأقل تقلّباً. يجادل كولين أيضًا بأن هناك العديد من التلاعبات اللفظية الجنسية منتشرة في هذا المديح الجريء لصديقه الشاب. يقترح أن الإشارة إلى عيون الشاب التي «تضفي نورها على الشيء الذي ترنو إليه» قد تكون تلاعبًا على كلمة «الإخصاء»، إذ إن جماله الأنثوي لا يزيد من جمال من يراه فحسب، بل، بمعنى جنسي، يجعل المعجبين الذكور يقعون مؤقتاً لجماله الأنثوي الكامن في هيكله الذكوري.
توضح آمي ستاكهاوس من جامعة أيونا أن شكل السونيت المكتوبة بالمقياس الخماسي التفاعلي مع مقطع غير مشدد إضافي في كل سطر يشير إلى فكرة «تلاعب بالجندر». هذا المقطع غير المشدد يشكل قافية مؤنثة، إلا أن إضافة المقطع قد تمثل أيضًا رمزاً ذكورياً. السونيت 20 هي واحدة من اثنتين فقط في السلسلة تحتوي على نهايات مؤنثة؛ والأخرى هي السونيت 87. تؤكد ستاكهاوس على غموض جنس المُرسل إليه في السونيت بأكملها، والذي يُحل فقط في السطور الثلاثة الأخيرة. تكتب أن العديد من أجزاء السونيتة – مثل مصطلح "master mistress" – تحافظ على عدم اليقين حول جنس موضوع السونيت، كما تناقش ستاكهاوس في تحليلها عن الطبيعة والطبيعة الأم، وتوضح أن الطبيعة الأم هي تجسيد مؤنث للطبيعة. تشير في خاتمتها إلى أن الطبيعة الأم عندما خلقت الطبيعة، كانت مأسورة بجمالها أو روعتها لدرجة أنها منحته صفة إضافية، وهي صفة الذكورة». كما يفسر باتريك ماهوني موضوع التحول الجنسي للشخصية، مشيرًا إلى أن «الطبيعة الأم وقعت في حب إحدى مخلوقاتها الإناث، ولتجاوز إحباطها حولتها إلى رجل. هذا الشخص المتحول جنسياً، الذي يجذب إعجاب كلا الجنسين، يمتلك صفات ذكورية وأنثوية».
هذه الفكرة عن الطبيعة تتجلى أيضًا في تحليل فيليب سي كولين للجزء الأخير من القصيدة. ويقول كولين إن العبارة "to my purpose nothing" تعكس أيضًا هذا الجانب الطبيعي المتمثل في كون الشخصية خُلقت لإمتاع النساء، إلا أنه لا يأخذ بعين الاعتبار التلاعب اللفظي الشائع لدى شكسبير لكلمة "nothing" ("O") للإشارة إلى المهبل. في حين أن ستاكهاوس قد تجادل بأن القصيدة تكاد تكون محايدة من حيث الجندر، يرى كولين أن القصيدة «مرحة» و«ذات ثنائية جنسية».
أما مارتن بي فريدمان، من كلية ولاية كاليفورنيا، هايوارد ‏، فلديه وجهة نظر مختلفة تماماً، يعتقد فريدمان أن السونيت 20 كُتبت من قبل شخصية ذكرية مغايرة للجنس منخرطة في صداقة تتماشى مع المعايير الاجتماعية التقليدية للجنس، وأن التلاعبات اللفظية واللغة المستخدمة ترتبط بتاريخها بلغة رياضية كانت شائعة في زمن شكسبير. على سبيل المثال، يجادل بأن «التعبيرين ’Master‘ و’Mistress‘ [في السطر الثاني] اللذين يُستخدمان بشكل متبادل للإشارة إلى شيء يثير اهتماماً شديداً أو يكون مركز الانتباه، مصدرهما لعبة البولينج». يواصل فريدمان بناء الروابط بين عبارات عدة وما يعتقد أنها إشارات إلى مصطلحات مستخدمة في القمار، وتحديدًا في لعبة البولينج التي تتضمن رمي النرد. ويزعم قائلاً أن «الصور تتكرر في السطر الخامس: عيناك أكثر ضوءاً من عيونهن، أقل زيفا في توجهاتها»، لكن كاثي شرانك ترى أن مقالة فريدمان كانت واحدة من عدة محاولات «لإنقاذ» شكسبير من «عار» المثليّة المفترضة. كما يشير روبرت ماتز إلى أن ناشر القصيدة جون بنسون وضع السونيت 20 في سياق يوحي بصداقة أفلاطونية، حيث قام بنسون غالبًا بترتيب القصائد وإضافة عناوين غير موجودة أصلاً ليوحي بأن موضوع العديد من القصائد كان موجهاً إلى نساء.

## الملاحظات